# FOMAらくらくホンII
FOMA らくらくホン II（フォーマ・らくらくホン・ツー）は、富士通が開発した、NTTドコモの第三世代携帯電話 (FOMA) 端末。らくらくホンシリーズの端末で、 FOMA F881iES（フォーマ・エフ はち はち いち・アイ・イー エス）のブランド名。型番末尾の ES は Easy Style の略である。
万歩計機能が搭載され、さらにワンタッチアラームが追加され、そのほか着うた・着モーションに対応。
カラーバリエーションは当初ホワイト、ピンク、ネイビーブルーの三種類であったが、2006年4月14日にミントが追加された。
iモード対応。iアプリ非対応。30万画素CMOSイメージセンサによるカメラを搭載。
外部メモリーは非対応。

## 沿革
- 2005年6月6日：技術基準適合証明 (TELEC)通過
- 2005年8月9日:開発を発表。
- 2005年8月19日：発売開始
- 2006年4月14日：ミントが追加
  - 電気通信端末機器審査協会 (JATE) 審査を通過した事実はない